# NGC 3459
NGC 3459 est une galaxie spirale barrée située dans la constellation de la Coupe. NGC 3459 a été découverte par l'astronome américain Francis Leavenworth en 1887.

## Caractéristiques
La classe de luminosité de NGC 3459 est I-II et elle présente une large raie HI.

### Distance
Sa vitesse par rapport au fond diffus cosmologique est de 3 027 ± 27 km/s, ce qui correspond à une distance de Hubble de 44,7 ± 3,2 Mpc (∼146 millions d'al).
À ce jour, cinq mesures non basées sur le décalage vers le rouge (redshift) donnent une distance de 56,620 ± 5,334 Mpc (∼185 millions d'al), ce qui est à l'extérieur des valeurs de la distance de Hubble. Notons que c'est avec la valeur moyenne des mesures indépendantes, lorsqu'elles existent, que la base de données NASA/IPAC calcule le diamètre d'une galaxie et qu'en conséquence le diamètre de NGC 3459 pourrait être d'environ 21,1 kpc (∼68 800 al) si on utilisait la distance de Hubble pour le calculer. 